# Israel International 2015
Die Hatzor Israel International 2015 im Badminton fanden vom 22. bis zum 24. Oktober 2015 im Kibbuz Hatzor in der Nähe der Stadt Aschdod statt.

## Sieger und Platzierte
| Disziplin    | Gold                           | Silber                        | Bronze                           |
| ------------ | ------------------------------ | ----------------------------- | -------------------------------- |
| Herreneinzel | Sam Parsons                    | Lukáš Zevl                    | Rudolf Dellenbach                |
| Herreneinzel | Sam Parsons                    | Lukáš Zevl                    | Ivan Rusev                       |
| Dameneinzel  | Zuzana Pavelková               | Lydia Jane Powell             | Krestina Silich                  |
| Dameneinzel  | Zuzana Pavelková               | Lydia Jane Powell             | Gerda Voitechovskaja             |
| Herrendoppel | Alexander Bass Daniel Chislov  | Leon Pugach Aviv Sade         | Shai Geffen Ivan Rusev           |
| Herrendoppel | Alexander Bass Daniel Chislov  | Leon Pugach Aviv Sade         | Lior Kroitor Lukáš Zevl          |
| Damendoppel  | Alina Pugach Yuval Pugach      | Dana Danilenko Margaret Lurie | Dana Kugel Yana Molodezki        |
| Damendoppel  | Alina Pugach Yuval Pugach      | Dana Danilenko Margaret Lurie | Krestina Silich Hila Torbilo     |
| Mixed        | Ariel Shainski Krestina Silich | Lior Kroitor Dana Kugel       | Petros Tentas Irini Tenta        |
| Mixed        | Ariel Shainski Krestina Silich | Lior Kroitor Dana Kugel       | Shai Geffen Gerda Voitechovskaja |